# PureBasic
PureBasic est un langage de programmation de type BASIC compilé. 
Plusieurs points le caractérisent :
- simplicité : la syntaxe BASIC est simple à apprendre ;
- rapidité : les applications produites sont optimisées (taille réduite) et rapides ;
- portabilité : le code source est portable d'un système d'exploitation à l'autre. Il existe une version de PureBasic pour Linux, Windows (x86, x64, Intel et ARM), AmigaOS, Mac OS (x64 et M1), Raspberry (arm32, arm64)
- sans dépendances logicielles : le langage ainsi que les applications ne nécessitent pas d'installation obligatoire, il est donc aisé de le transporter sur une clé USB, et d'exécuter les applications sous forme d'applications portables ;
- création de fichiers DLL : la création de DLL standard (Non ActiveX, utilisable dans n'importe quel autre langage) est aussi aisée que la création d'EXE ;
- prix : les mises à niveau sont gratuites à vie.
- Depuis la version 6.00 (juin 2022), en plus de la compilation utilisant l'ASM, PureBasic propose la compilation avec un Backend C. Ce dernier permet d’accéder à des nouvelles plateformes (ex: Raspberry) et doit faciliter l'ajout futur de nouvelles librairies.

PureBasic possède un jeu de commandes étendues (plus de 1 600 commandes internes) auxquelles s'ajoute un accès simplifié à une grande partie de l'API du système d'exploitation. Le programmeur peut appeler les commandes de l'API de Windows, de Linux ou Mac OS directement comme s'il s'agissait des commandes internes à PureBasic, sans avoir à les déclarer au préalable (ainsi que les constantes). Rien de mieux qu'un exemple pratique pour illustrer ceci. Comparons un programme simple en Visual Basic avec son équivalent en PureBasic : comment obtenir le chemin du répertoire Windows.
Visual Basic :
```
Private Declare Function GetWindowsDirectory Lib "kernel32" Alias "GetWindowsDirectoryA" _
(ByVal lpBuffer As String, ByVal nSize As Long) As Long
Const MAX_PATH = 260
strWindowsDirectory$ = Space$(MAX_PATH)
lngReturn& = GetWindowsDirectory(strWindowsDirectory$, MAX_PATH)
```

PureBasic :
```
strWindowsDirectory$ = Space(#MAX_PATH)
lngReturn = GetWindowsDirectory_(strWindowsDirectory$, #MAX_PATH)
```

## Description

### Caractéristiques
PureBasic gère de nombreux types :
- Ascii (.a)
- Byte (.b)
- Char (.c)
- Double (.d)
- Float (.f)
- Integer (.i)
- Long (.l)
- Quad (.q)
- String (.s)
- Unicode(.u)
- Word (.w)
- Structures définies par l'utilisateur

PureBasic supporte de nombreuses fonctionnalités :
- Support de l'Unicode
- Support du Thread-Safe
- Support du 64-bit (Windows, Linux, Mac OS, Raspberry)
- Support de différents processeurs (x86, x64, PowerPC, ARM)
  - 3DNow!/MMX/SSE/SSE2
- Support de l'assembleur inline (Assembleur de type FASM (Windows et Linux) et NASM (MacOs))
- Support de différents API
  - Windows : Win32
  - Linux : GTK+, OpenGL, SDL, LibC
  - MacOS : Carbon, Cocoa
  - Tous : LibXML
- Spécifique à Windows
  - Support des thèmes pour Windows XP
  - Support de l'UAC de Windows Vista

PureBasic permet de créer :
- Windows
  - Exécutables (.exe) de type GUI ou Console
  - DLLs (.dll)
  - UserLibraries via un outil externe : Tailbite ou Moebius
  - Import Libraries (.lib) via un outil externe
- Linux
  - Exécutables de type  GUI ou Console
  - Shared Libraries (.so)
- MacOS
  - Exécutables de type  GUI ou Console
  - Shared Libraries (.dylib)

### Bibliothèques
Pour information, voici la liste officielle des bibliothèques PureBasic : 
Bibliothèques générales
2D Drawing, CDAudio, Cipher, Clipboard, Console, Database (SQLite et PostgreSQL, MySQL/MariaDB), Date, Desktop, DragDrop, File, FileSystem, Font, Gadget, Help, Image, JSON, ImagePlugin, Library, Linked List, Math, Memory, Menu, Misc, Movie, Network, OnError, Packer, Preference, Process, Printer, Requester, Scintilla, Sort, StatusBar, String, SysTray, Thread, Toolbar, VectorDrawing, Window, XML, Regular Expression, DPI aware support, WebService API (REST)
Bibliothèques pour les jeux 2D
Joystick, Keyboard, Module, Mouse, Palette, Sprite & Screen, Sprite3D, Sound, SoundPlugin
Bibliothèques pour les jeux 3D 
Engine3D, Billboard, Camera, Entity, Gadget3D, Joint, Light, Material, Mesh, Node, Node Animation, Particle,
Sound3D, Special Effect, Spline, Static Geometry, Terrain, Texture, Vertext Animation, Window3D
Vous pouvez bien sûr créer vos propres bibliothèques en langage C ou en assembleur, ou encore directement en PureBasic grâce à un utilitaire ("Tailbite") développé par un utilisateur de PureBasic.

### Exemples
Cette simple ligne de code PureBasic créera un exécutable autonome minuscule de 4,50 ko (4 608 octets) pour Windows. 
```
MessageRequester("", "
Hello World
")
```

Ce qui suit est un court exemple d'un programme fonctionnel avec PureBasic. La somme des nombres saisis par l'utilisateur est affichée automatiquement. Ce programme montre comment créer une fenêtre, des gadgets supplémentaires, ainsi que la gestion des événements et un calcul mathématique simple. Ce code compile dans un exécutable autonome de 14,5 ko (14 848 octets) qui peut être utilisé sur n'importe quel PC équipé de Windows 95 au serveur 2003 de Windows en passant par Windows XP, Vista et Windows 7. 
```
 OpenWindow(1, 300, 300, 100, 100, "Title")
   StringGadget(1, 10, 10, 50, 20, "")
   StringGadget(2, 10, 40, 50, 20, "")
   TextGadget(3, 80, 30, 50, 20, "")
   Repeat
     Event = WaitWindowEvent()
     If Event = #PB_Event_Gadget
       FirstValue = Val(GetGadgetText(1))
       SecondValue = Val(GetGadgetText(2))
       SetGadgetText(3, Str(FirstValue + SecondValue))
     EndIf
   Until Event = #PB_Event_CloseWindow

```

## Outils

### Moebius
Moebius est un outil open source créé par Progi1984 qui permet de créer à partir de code Purebasic une userlib, sous Windows et Linux.

### Tailbite
Tailbite est un outil créé par ElChoni qui permet de créer à partir de code Purebasic une userlib, uniquement sous Windows.

### Visual designer
L'éditeur visuel de PureBasic (Form Designer) (concepteur d'interfaces graphiques utilisateur) a été créé pour le langage de programmation PureBasic et est bien sûr développé en PureBasic. Le Visual Designer a été remplacé en 2013 par une nouvelle version et nommé Form Designer.

### MADLib
MADLib est une bibliothèque (UserLib) de fonctions, pour PureBasic. Elle a été compilée par l'utilitaire Tailbite, développé par MAD.